# Tetrix ceperoides
Tetrix ceperoides är en insektsart som beskrevs av Zheng, Z. och G. Jiang 1997. Tetrix ceperoides ingår i släktet Tetrix och familjen torngräshoppor. Inga underarter finns listade i Catalogue of Life.